# Paul Profos

Paul Profos (ca. 1950)

Paul Profos (* 31. Juli 1913 in Derendingen; † 15. Oktober 2001 in Winterthur; heimatberechtigt in Matzendorf und Winterthur) war ein Schweizer Maschinenbauingenieur und Hochschullehrer.

## Leben
Paul Profos wurde als Sohn des Postbeamten Oskar und der Wilna, geborene Baumann geboren. Nach dem Besuch der Kantonsschule Solothurn, wo er der Studentenverbindung Wengia angehörte, absolvierte er an der ETH Zürich ein Maschineningenieurstudium und erlangte 1937 das Diplom. Im Jahre 1944 folgte die Promotion (Dr. sc. techn.). 
1938 heiratete er Fanny Rosa Haeberli, Tochter von August Haeberli. 

## Schaffen
Zwischen 1937 und 1958 befasste sich Profos bei der Firma Gebrüder Sulzer in Winterthur zunächst mit der Konstruktion und ab 1948 mit Entwicklungs- und Forschungsarbeiten von Kessel- und Apparatebauten sowie Druckleitungen.
Zwischen 1956 und 1958 war er Privatdozent und anschliessend von 1958 bis 1970 ordentlicher Professor für Regelungen und Dampfanlagen sowie Leiter des von ihm gegründeten, gleichnamigen Instituts an der ETH Zürich (ab 1973 umbenannt in Mess- und Regeltechnik). 
Nebenamtlich war Profos von 1959 bis 1974 Vizedirektor des Fernheizkraftwerks der ETH. Er verfasste international anerkannte Beiträge über thermische Anlagen und schuf Standardwerke über Kraftwerkanlagen und Messtechnik. 

## Werke (Auswahl)
- Handbuch der industriellen Messtechnik. Vulkan-Verlag, Essen 1974.
- Einführung in die Systemdynamik. Vieweg+Teubner Verlag, Wiesbaden 1981, ISBN 978-3-663-05851-9.
- Meßfehler. Eine Einführung in die Meßtheorie. Vieweg+Teubner Verlag, Wiesbaden 1983, ISBN 978-3-519-06307-0.